# تورستن غولدبرغ
تورستن غولدبرغ (بالألمانية: Thorsten Goldberg)‏ هو نحات ألماني، ولد في 1960 في دينسلاكن في ألمانيا.